# 無水トイレ
無水トイレ（むすいトイレ）は、水を流さなくても異臭が発生しにくい新型の男性小用便器である。

## 概要
水を流す機構がない小便器自体は、現在でも水洗化されていないトイレなどでも見られるが、便器に残った尿が発するきついアンモニア臭がするなどの欠点があった。近年は、水洗式の小便器が主流であるが、洗浄用水と反応した尿が尿石となり、一度尿石が便器に固着すると、掃除しづらいという欠点もあった。このような問題を後述する仕組みで解消したものが実用化されている。
現在、URIMAT (ウリマット)、uridan、INAX（LIXIL）、環境企画、など、複数のメーカーから発売されている。ウリマット製小便器は液剤によるシステムを使用しておらず天然のバクテリアが入った固形のカートリッジ内に尿が通り尿石化を防ぐ仕様になっており他社商品とは一線を画すものとなる。INAX(LIXIL)等の商品は便器下部に比重の軽い特殊液の入ったカートリッジが入っており、この特殊液が尿の蓋となり、排水部のアンモニア臭をやや減らす仕組みである。

## 導入例

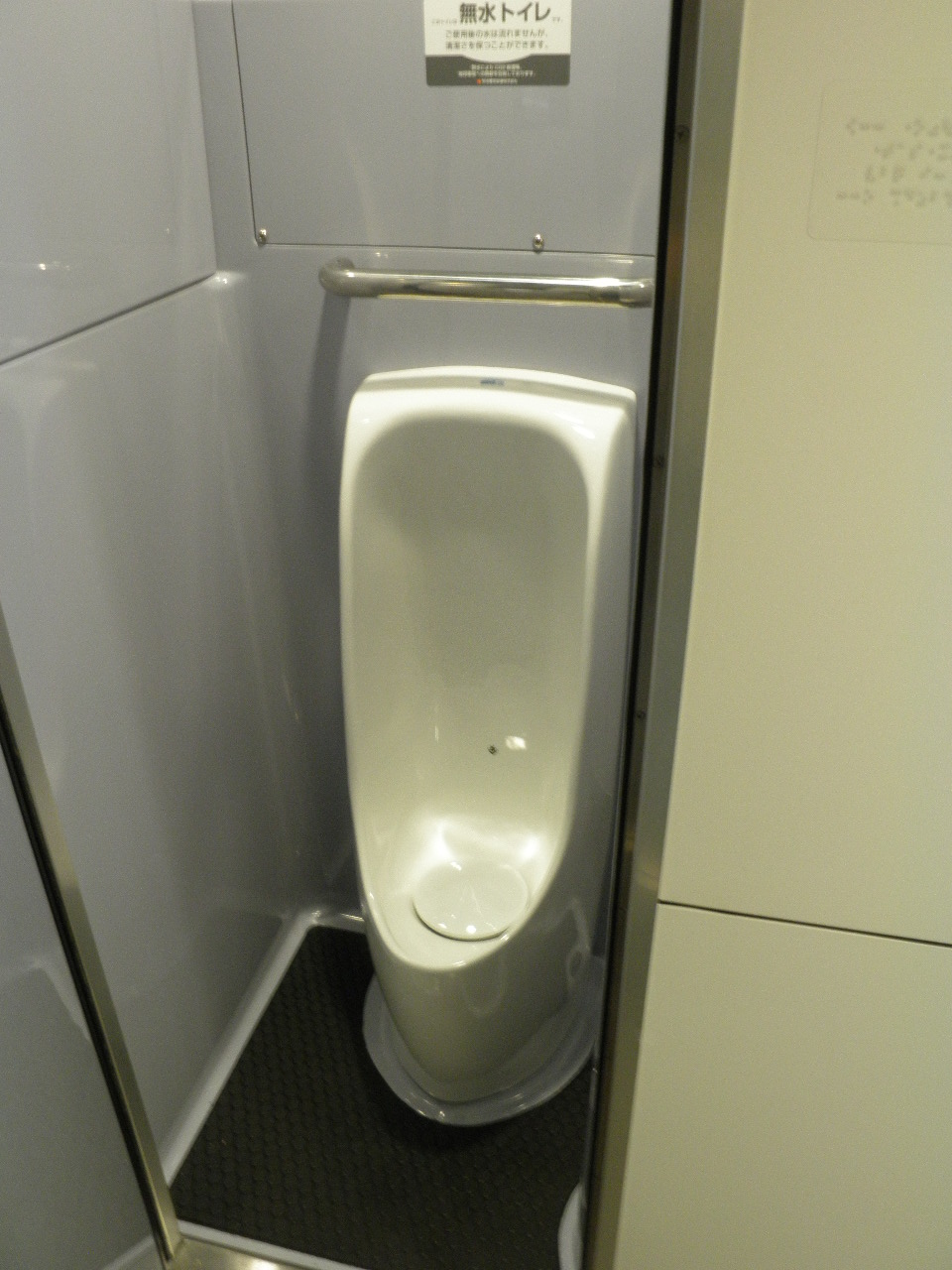
南海12000系の無水トイレ

- 南海電気鉄道
各駅の男子トイレに、ファルコン・ウォーターフリー・テクノロジーズの無水トイレを導入。年間で約2万2000トンの節水効果が期待でき、水道代も約600万円削減。汚水処理で発生する二酸化炭素の削減にもつながるという[2]。また、12000系電車の男性用トイレにも採用されている[3]。
- 南海フェリー
南海電気鉄道の各駅に続き、グループの南海フェリーが運航するフェリーにも導入した。旅客船への導入は世界初となる[4][5]。
- 琴浦町
鳥取県東伯郡琴浦町の琴浦庁舎の新築に合わせ設置されたが[6]、後に臭いの問題のため、水洗式に取り換えた。
- イケア仙台
無水トイレメーカーのウリマットから東北復興支援のためとして寄贈され導入。

その他、鉄道駅や地方公共団体の庁舎、銀行の支店のトイレなどに設置が進んでいる。

## メリット・デメリット
水資源の削減が最大の特徴であり、洗浄用ぼ水の精製の過程に必要なエネルギーを得るために理論上必要となる二酸化炭素を削減することが期待される。また、水道工事に加え、現在主流となっている自動洗浄装置設置のための電源工事も不要であり、工事が容易である。一方、定期的な掃除は各社指定の方法で行う必要がある。また、カートリッジは、一般に、一定の頻度で交換する必要がある。

## 参考資料
1. ↑  水をまったく使わない洗浄水ゼロの『無水小便器』と従来の水量を約54%カット・6リットル洗浄の超節水大便器『壁掛式洋風便器』パブリックトイレ向けの節水トイレ2機種を8月1日に同時発売 株式会社INAXプレスリリース
2. ↑  『日本で初めて「無水小便器」を大量に導入します』（PDF）（プレスリリース）南海電気鉄道、2008年3月19日。2018年10月13日閲覧。
3. ↑  『新型特急「サザン」12000系を導入します』（PDF）（プレスリリース）南海電気鉄道、2011年1月17日。2018年10月13日閲覧。
4. ↑  「船内トイレに無水小便器を導入-旅客船で世界初-」 (PDF) [リンク切れ] - 南海フェリープレスリリース
5. ↑  “水を使わない小便器導入 南海フェリー 旅客船で世界初”. www.nwn.jp.  ニュース和歌山. 2018年10月20日閲覧。
6. ↑  “ことうら議会だより 第38号” (PDF). 琴浦町.   琴浦町議会. p. 11 (2013年12月1日). 2018年10月13日閲覧。